# Attentat du 30 janvier 2023 à Peshawar
L'attentat du 30 janvier 2023 à Peshawar est un attentat-suicide qui a eu lieu dans une mosquée située à l'intérieur du quartier général de la police de Peshawar, Khyber Pakhtunkhwa, au Pakistan. L'assaillant aurait fait détoner sa ceinture explosive, tuant 100 personnes, dont 97 policiers et 3 civils.

## Attentat
Le kamikaze a fait exploser son gilet explosif dans la cour intérieure de la mosquée, provoquant une puissante explosion qui a entraîné l'effondrement du toit de la mosquée. Malgré des mesures de haute sécurité dans la zone des lignes de police, l'agresseur a pu accéder à la mosquée. Moazzam Jah Ansari, le chef de la police provinciale, a déclaré à la presse qu'un kamikaze avait réussi à pénétrer dans la mosquée, portant sur lui 10 à 12 kilos « d'explosifs en petits morceaux ». 
Le président de l'Association du secrétariat civil de Peshawar, Tassavur Iqbal, qui priait régulièrement à la mosquée, a déclaré que le bâtiment était une grande mosquée pouvant accueillir jusqu'à 400 à 500 personnes.
La mosquée était située à l'intérieur d'un complexe qui comprend le siège de la police provinciale et un département de lutte contre le terrorisme. L'essentiel des victimes étaient des policiers.
Le gouvernement et les responsables de la santé ont pris des mesures pour répondre à la situation, notamment en appelant à des dons de sang pour les victimes. L'enquête sur l'attentat est en cours,.
Bien qu'aucun groupe n'ait officiellement revendiqué la responsabilité de l'attaque, Jamaat-ul-Ahrar, un groupe dissident lié au Tehrik-e-Taliban Pakistan est fortement soupçonné d'avoir commis l'attaque. Plusieurs commandants du groupe ont revendiqué la paternité de l'attaque, plaidant la vengeance pour l'assassinat de Khalid al-Khorassani par le Pakistan lors du cessez-le-feu organisé entre les talibans pakistanais et le Pakistan,,.

## Réactions
Le Premier ministre pakistanais Shehbaz Sharif a condamné les attaques en déclarant que l'attaque est incompatible avec l'islam et que l'ensemble du Pakistan s'oppose à la « menace du terrorisme ».
L'ancien Premier ministre Imran Khan a déjà condamné l'attentat à la bombe en déclarant qu'« il est impératif d'améliorer notre collecte de renseignements et d'équiper correctement nos forces de police pour lutter contre la menace croissante du terrorisme ».
« Nous sommes sur la ligne de front dans ce combat contre les mouvements islamistes armés et c'est pourquoi nous avons été visés », a déclaré à l'AFP le chef de la police de Peshawar, Muhammad Ijaz Khan. « L'objectif était de nous démoraliser comme force de police ».
La police enquête sur la question de savoir comment une faille majeure dans la sécurité a pu se produire dans l’un des complexes les plus strictement surveillés de la ville, le quartier général de la police abritant notamment les services de renseignement et de contre-terrorisme.